# Herefordi vár
A herefordi vár egy középkori erőd volt az angliai Herefordban. 1052 előtt alapították, így Anglia legrégebbi várainak egyike volt. 1055-ben egy walesi támadásban elpusztulhatott, a következő évtizedben azonban feltehetően újjáépítették. Amikor 1135-ben Angliában örökösödési háború tört ki István és Normandiai Matilda között, a várat háromszor is megostromolták. A várőrség mindegyik alkalommal feladta a várat, így az a konfliktus ideje alatt a várossal együtt többször is gazdát cserélt. Az angol forradalmat követően állapota folyamatosan romlani kezdett, míg az 1650-es években a megmaradt kőépítményeket is elbontották.

## Alapítása és az azt követő évek
A 11. században Hereford városa walesi támadások sorozatának volt kitéve. Hereford earlje, Ralph a meglévő városi védelmi rendszer megjavítása helyett egy új erőd építését rendelte el. Ralph 1046-ban lett earl, a vár alapításának pontos dátuma azonban nem ismert, csak annyi bizonyos, hogy 1052-ben már állt. Később az új várat valószínűleg ennek a helyén emelték, a város keleti felén. A helyszíntól északra és nyugatra sűrűn lakott területek voltak, míg délen a Wye folyó terült el. 1055-ben a várost kifosztották a walesiek, a támadásról még az Angolszász krónika is beszámol.
Harold Godwinson 1056-ban megjavíttatta a város védelmi rendszerét, a vár sorsát azonban nem említik sehol. Nem sokkal Anglia normann invázióját követően William FitzOsbern lett Hereford earlje. Talán ő újíttatta fel a várat, ami 1067-ben már használatban volt. Erről az Angolszász krónika tesz említést, egy angolszász főúr, Vad Eadric ugyanis összetűzésbe került a várvédőkkel. 1071-ben William FitzOsbern meghalt és a várat fia, Roger örökölte. Roger részt vett egy Hódító Vilmos elleni sikertelen felkelésben, így elveszítette a várat.
Az 1135-ben kitörő örökösödési háború kezdetén Hereford vára István támogatói kezében volt. 1138 áprilisában Geoffrey Talbot sikeresen elfoglalta, ám Istvánnak még ebben az évben sikerült visszafoglalnia. 1140-ben Talbot Gloucesteri Miles segítségével újból elfoglalta a várat. Két irányból is ostromgépekkel támadtak és a várvédők végül megadták magukat. 1154-ben Matild fia, II. Henrik angol király Gloucesteri Rogernek adta Hereford várát. Nem sokkal később felkelés tört ki, aminek következtében a király elkobozta a várat Rogertől. Innentől fogva a vár mindvégig az uralkodó tulajdonában maradt. 1216-ban János Walter de Lacyt megyei főispánnak nevezte ki. A tisztség a herefordi királyi vár felügyelésével járt és a következő évben az erődöt megerősítették.

## Walesi támadások
Az 1400 és 1411 között Owain Glyndŵr vezetésével zajló walesi felkelés során IV. Henrik Hereford várába rendezkedett be, hogy innen irányítsa a Wales elleni támadásait.
Az angol forradalom idején a vár a királypártiak kezén volt, azonban látszólag nem játszott fontos szerepet a konfliktusban. Végül Sir Richard Harley vásárolta meg, innentől kezdve pedig a vár állapota folyamatosan romlani kezdett. A megmaradt részek döntően az 1650-es években pusztultak el, amikor a kő építőanyagot a város más építkezéseihez hordták el.
A 16. században élt John Leland történész szerint a herefordi vár egykor Anglia egyik leghatalmasabb és legerősebb vára volt.

## A vár ma
Ma a vár helyén egy park található, ami a Castle Green nevet kapta. Az egykori várárokban egy tó, a Castle Pool kapott helyet. Mai állapotát 1746-ban alakították ki.
1833-ban a Castle Green használati jogát a városi tanács 200 évre megvásárolta. A park gondozásáért és fenntartásáért még ma is a tanács felel.
1809-ben az egykori öregtorony helyén emlékművet állítottak fel. A parkot egy gyaloghíd köti össze a Wye folyó partján kialakított sétánnyal és a herefordi katedrálissal.